# Antonio Laguna Platero

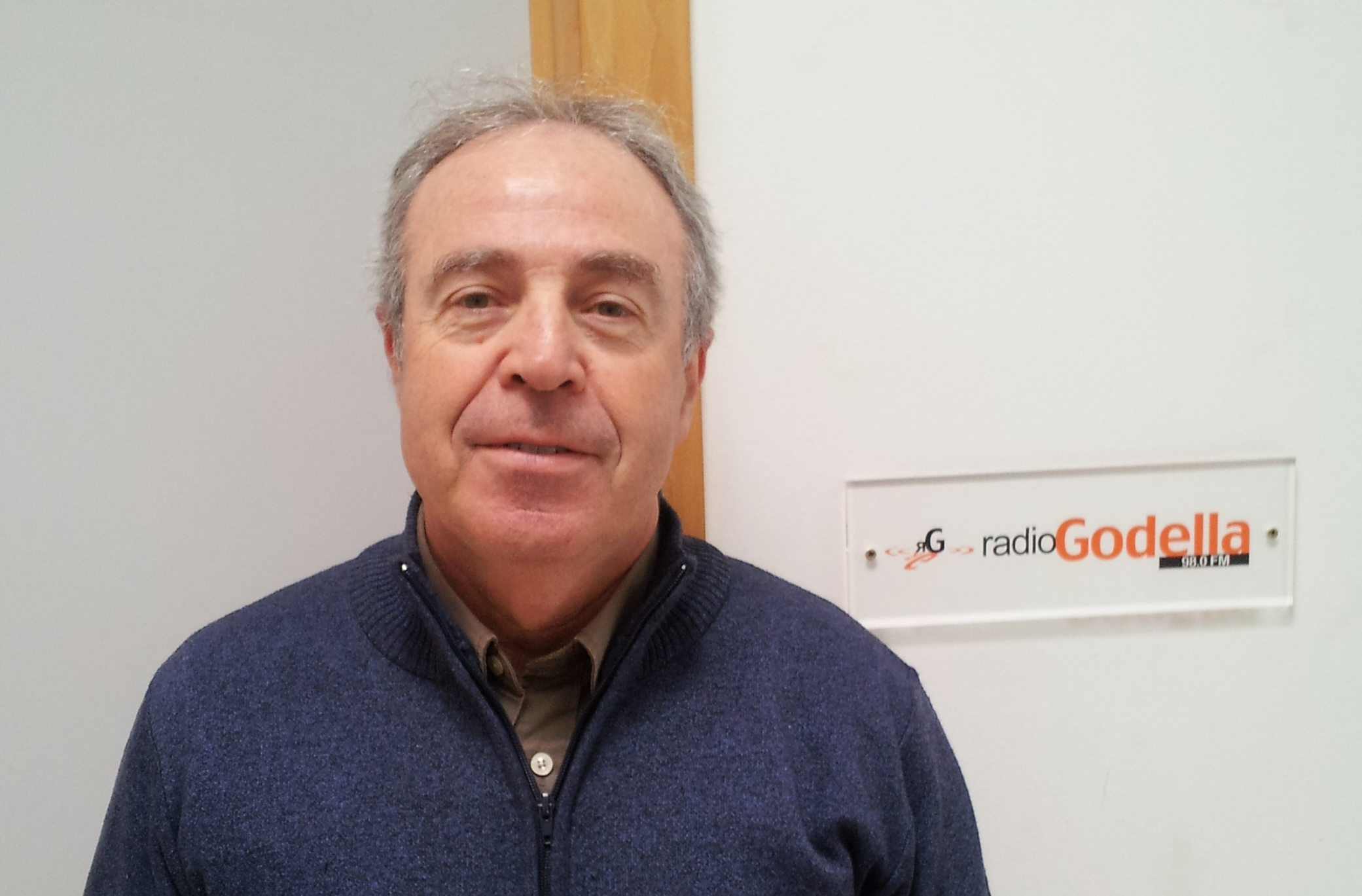
Antonio Laguna en Radio Godella.

Antonio Laguna Platero (1958-) es un historiador de la comunicación español.

## Biografía
Nació en 1958. Doctor en Geografía e Historia por la Universidad de Valencia, es historiador de la comunicación. En 2010 fue nombrado decano de la Facultad de Periodismo de la Universidad de Castilla-La Mancha.
Es autor de obras como Historia del periodismo valenciano. 200 años en primera plana (Generalidad Valenciana, 1990); El Pueblo, historia de un periódico republicano (1894-1939) (Institució Alfons el Magnànim, 1999), una monografía del diario El Pueblo, Las claves del éxito político: ¿por qué votan los ciudadanos? (Editorial Península, 2010), El secuestro de la democracia (Ediciones Akal, 2011), junto a José Antonio Piqueras, Francesc A. Martínez y Antonio Alaminos; o Carceller, el éxito trágico del editor de "La Traca" (2015), una biografía del periodista Vicente Miguel Carceller, entre otras.